# معلم ویولنسل
معلم ویولنسل (ایتالیایی: L'insegnante di violoncello) یک فیلم کمدی سکسی سبک ایتالیایی است که در سال ۱۹۸۹ منتشر شد. این فیلم در سینماهای ایتالیا با نام خیلی برنزه (ایتالیایی: Abbronzatissima) منتشر شد.

## گزیدهٔ بازیگران
- سرنا گراندی
- لئو گولوتا
- آدریانا جوفره
- لوکا اسپورتلی
- دینو کاسیو